# 大葉仙鶴蘚
大葉仙鶴蘚（学名：Atrichum yakushimense）为土馬騣科仙鶴蘚屬下的一个种。